# Kegelkopfmoos
Das Kegelkopfmoos (Conocephalum conicum) ist eine auf der Nordhalbkugel häufige Art der Lebermoose, die früher gegen Leberleiden angewendet wurde. Sie kommt sowohl in dichten Teppichen als auch alleine vor.

## Merkmale
Das Kegelkopfmoos besitzt gabelig verzweigte, saftig grüne Lappen, die 1–2 cm breit und bis 15 cm lang werden können. Sie verströmen einen deutlichen Terpentin-Geruch. Die Oberseite ist sechseckig gefeldert, und in der Mitte jeden Feldes befindet sich eine Atempore, die kegelförmig über das Feld emporgehoben ist.  
Die Antheridienstände und Archegonienstände befinden sich an der Thallusspitze und sind oval mit einem dunkel purpurnen Rand. In der Regel vermehrt sich die Pflanze aber vegetativ durch Sprossungen und Knospen, die an der Thallusspitze oder auf der Thallusunterseite gebildet werden. Im Gegensatz zu vielen anderen Moosen der Ordnung bildet das Kegelkopfmoos aber keine Brutbecher.  Die Archegonienträger sind mit spitzhütigen Köpfchen besetzt, die dem Moos den Namen gaben.

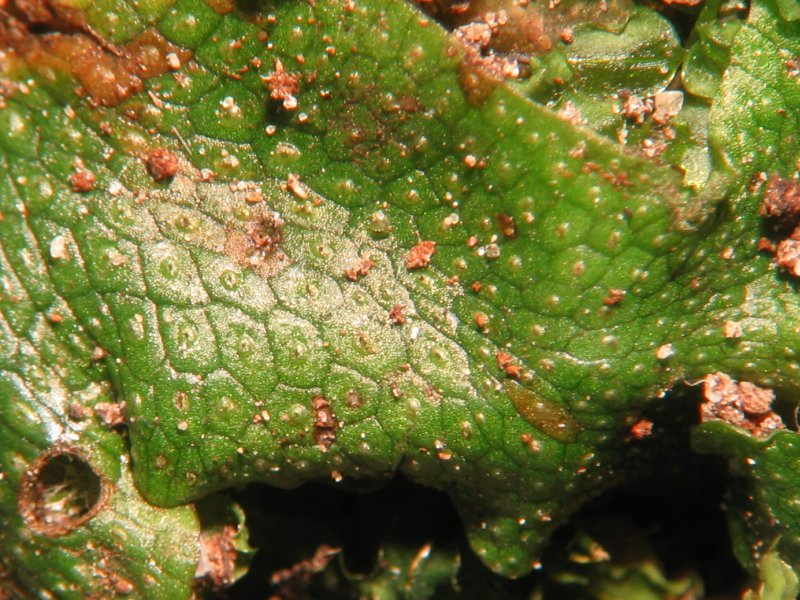
Detailaufnahme (Vergr. etwa 15×)

## Verbreitung
Das Kegelkopfmoos wächst an feuchten bis nassen Orten auf Fels, selten auch auf Erde. An nassen Felsen oder entlang eingefasster Bachränder kann es ausgedehnte Massenbestände bilden. Es ist kalkliebend.
Man findet es auf der ganzen Nordhalbkugel in den gemäßigten Regionen (circumboreal). In Europa ist es weit verbreitet und häufig. Es kommt von der Ebene bis in die subalpine Stufe vor.